# Christian Taillefer
Pour les articles homonymes, voir Taillefer.
Christian Taillefer, né le 29 août 1970, est un coureur cycliste, pionnier dans la descente VTT, également connu pour ses records de vitesse sur neige.

## Biographie
Christian Taillefer a commencé le cyclisme par le BMX, puis a commencé le VTT par le cross-country, avant de faire partie des pionniers européens de la descente. Il abandonne progressivement le cross-country, et devient champion d'Europe de descente en 1991 à La Bourboule, avant d'être médaillé de bronze l'année suivante aux championnats du monde de Bromont au Canada.
En 1994, à la suite d'un pari perdu lors d'une course entre un vélo et un snowboard sur une piste de ski, il se lance dans des tentatives de records de vitesse sur neige : le premier record est établi à 147 km/h avec un vélo de série. Par la suite, il met au point des vélos plus performants, parfois avec des techniques assez artisanales : en l'absence de soufflerie, il fixe le vélo sur le toit de la voiture de son frère sur l'autoroute. Une compétition se met alors en place entre lui et Éric Barone, chacun battant successivement les records de l'autre. Christian Taillefer atteint les 178 km/h en 1995 sur un prototype, puis il atteint 212,139 km/h sur un prototype Peugeot profilé le 26 mars 1998 à Vars,.

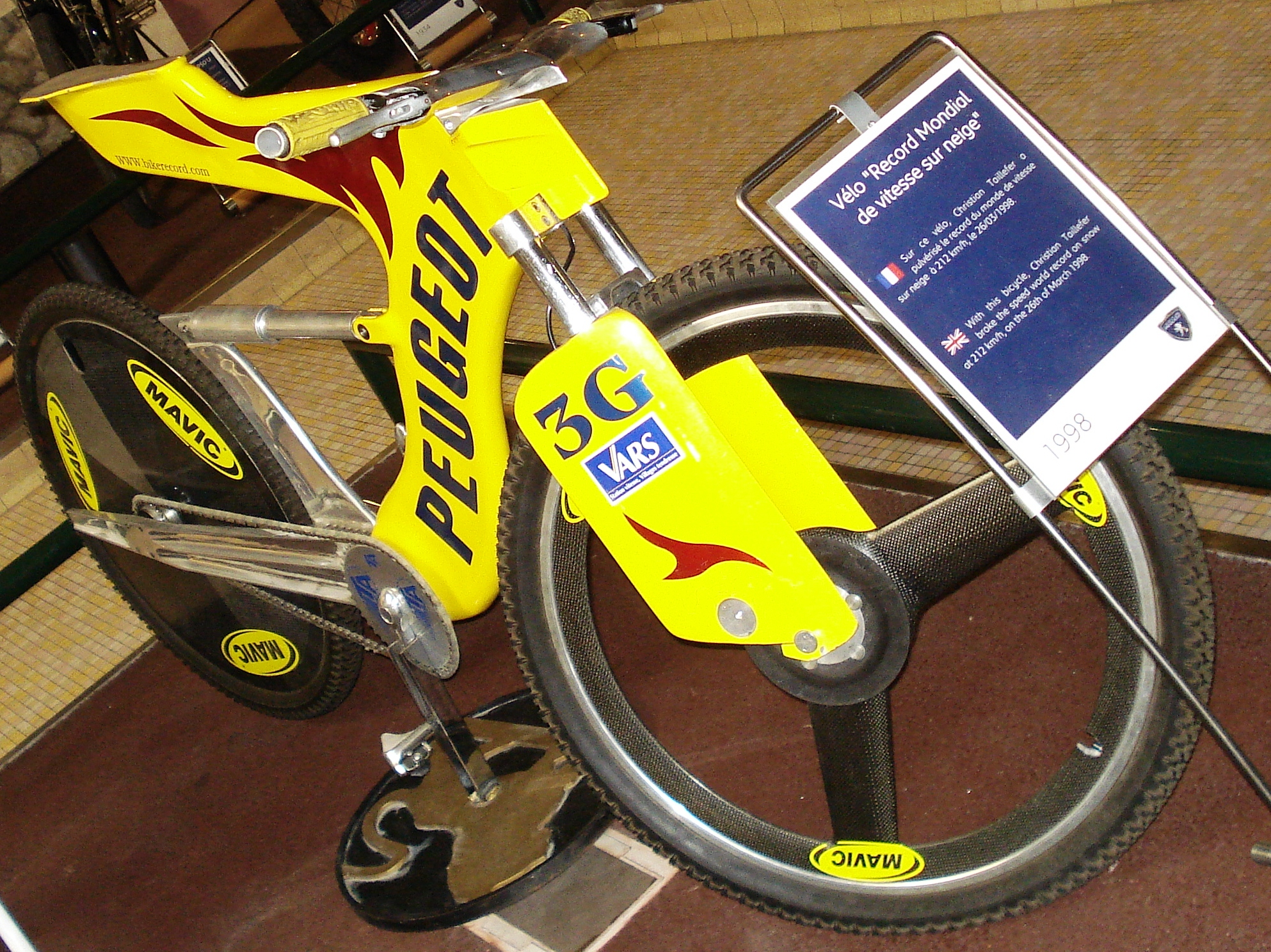
Vélo du record de vitesse 1998

Dans les années 2000, il monte sa propre marque de vélo : Taillefer Bicycles, dont les vélos de Descente ont de bons résultats avec les pilotes du Team Maxxis, Estelle Vuillemin...
Son frère Fabrice était aussi pilote de VTT.
Après l'arrêt de sa marque de vélo, il participa à la création de Trotrx, une marque de trottinettes tout terrain.

## Palmarès

### Cross-country
- Championnat du monde junior 1987: 2e

### Descente
- Champion d'Europe de descente 1991
- championnats du monde 1992 : 3e
- Vainqueur de la manche de coupe du monde Les Gets (France) 1998